# Афинское герцогство
Герцогство Афинское — государство крестоносцев, созданное на территории современной Греции. Возникло через год после окончания Четвёртого крестового похода 1202—1204 годов.
С момента своего основания считалось вассалом королевства Фессалоники, а после его падения в 1224 году афинский герцог признал верховенство своего южного соседа — Ахейского княжества. Когда в 1261 году войска Михаила VIII Палеолога захватили Константинополь, эти два государства остались единственным государствами крестоносцев на землях Византии.
В 1318 году страну захватила Каталонская компания, и в дальнейшем герцогство успело побывать вассалом Арагонской короны, Венеции и Морейского деспотата. В 1456 году Афины признали власть Османской империи, которая через два года присоединила оставшиеся земли к своим владениям.

## История

### Основание

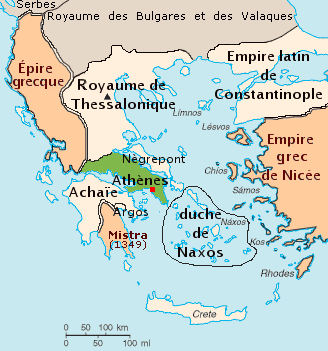
Герцогство Афинское в 1204 г.

Во время Четвертого крестового похода, когда крестоносцы разделили между собой Византийскую империю, Бонифацию Монфератскому досталась Малая Азия, Греция и остров Крит. Но он решил создать своё государство на землях Салоник, отдав права на восточные области императору Латинской империи Болдуину I. Однако после этого между ними произошёл конфликт, и в конце концов Бонифаций смог получить желаемые земли, подписав 12 августа 1204 года договор с венецианцами, по которому республика Святого Марка получала Крит.
Жители Салоник признали власть своего нового повелителя, и осенью 1204 года Бонифаций собрал войско из ломбардцев, немцев, французов, а также присоединившихся греческих архонтов. Отвоёвывать положенные земли: Ахайю, Среднюю Грецию и Морею вместе с ним отправились Гильом де Шамплит, маркграф Гвидо Паллавичини, Жак д’Авен и Оттон де ла Рош.
Но в Греции у короля Фессалоник существовал конкурент — Лев Сгур. Получив от отца титул архонта Навплии и воспользовавшись ослаблением Византии при правлении династии Ангелов, он с 1202 года захватил Аргос, Коринф и Фивы. К борьбе с крестоносцами его войска были не готовы, и Лев отступил в Коринф.
В ходе продвижения по северной и средней Греции франки не встречали серьёзного сопротивления, так как Сгур своими действиями восстановил против себя местное население. Вступив на земли Беотии, и без боя заняв Фивы. Бонифаций даровал эти земли в лен Оттону де ла Рошу, который отличился при осаде Константинополя, а затем удачно провёл переговоры с латинскими императорами Балдуином и Генрихом. Но Оттон не бросил своего сюзерена, и продолжил вместе с ним поход в Аттику. Афины признали власть франков, и эта область также отдавалась Оттону, хотя из-за города у него был краткосрочный конфликт с венецианцами.

### Правление династии де ла Рош
Усилиями Жоффруа де Виллардуэна Морея была покорена, и к тому моменту владения де ла Рош были окружены союзными или нейтральными государствами:
- В южной Греции находилось Ахейское княжество, признававшее своим сюзереном королевство Фессалоники.
- С востока герцогство граничило с островами, принадлежавшими Венецианской республике.
- На севере находилась общая граница с королевством Фессалоники.
- На западе существовало Эпирское царство, чей правитель Михаил I Комнин Дука в 1209 году выдал свою дочь за брата правителя Латинской империи.

Но 4 сентября 1207 года Бонифаций был убит в организованной болгарами засаде. Его наследником был объявлен 2-летний сын от брака с Марией Венгерской — Димитрий, а регентом стала его мать, при этом признавалась вассальная зависимость королевства от Латинской империи.
Такой поворот вызвал неудовольствие у ломбардских вассалов Фессалоник, нежелавших подчиняться Латинской империи и особенно французам. Их возглавляли королевский наместник граф Оберо ди Биандрате, коннетабль королевского войска Амадео Буффом, властитель Эвбеи Равано далле Карчери, правитель Бодоницы маркграф Альберт Паллавичини. Они желали видеть своим правителем другого сына Бонифация — Вильгельма Монферратского, под властью которого находились бы Фессалоники, Афины и Морея.
Оттон де ла Рош поддержал Латинскую империю, в ответ на что Альбертино де Каносса в 1208 году вторгся в Беотию и захватил Фивы, предоставив её Паллавичини.
Правители Афин получили герцогский титул от французского короля Людовика IX только в 1260 году, и его обладателем стал племянник Оттона — Гвидо. В 1225 году Оттон де Ла Рош по невыясненным до сих пор причинам отказался от титула sir d’Athenes и вернулся с сыновьями обратно в Бургундию, подарив права на Афины своему племяннику.
Первоначально герцогство было вассалом королевства Фессалоники. Но в 1224 году эпирский деспот Теодор захватил Фессалоники, и Афины стали вассалом Ахейского княжества, впрочем, лишь потому, что Ахейский князь пожаловал афинскому герцогу несколько замков в Арголиде — на территории княжества. Власть правителей герцогства не распространялось на острова Эгейского моря, которые были венецианскими территориями. Но герцоги имели здесь серьёзное влияние посредством негропонтской сеньории.
Во время правления династии де Ла Рош столицей герцогства считались более богатые и многолюдные Фивы. «В герцогстве Афинском лишь один франкский замок может быть назван роскошным: Кадмейский замок, построенный богатым маршалом Николаем Сент-Омер [в Фивах]», — писал Фердинанд Грегоровиус. Здания Акрополя в Афинах служило дворцом для герцогов.
Существенным источником благосостояния де ла Рошей было морское пиратство. Основной пиратской базой в регионе была Эвбея, откуда ежегодно выходило не менее ста корсарских кораблей. Базой де ла Рошей была Навплия. Впрочем, в свою очередь, побережье самого герцогства также подвергалось набегам византийских корсаров под императорским флагом.
Славной страницей в истории герцогства стал 1275 год. В том году владетель южной Фессалии севастократор Иоанн был осажден византийскими войсками в своей столице Неопатрэ. Ночью, переодевшись крестьянином, ему удалось пройти через линии осаждавших и пробраться в Фивы. Здесь он явился перед глазами афинского герцога Жана де Ла Рош и умолял его прийти на помощь. С тремя сотнями рыцарей герцог Жан выступил к Неопатрэ, осаждённой, как утверждают летописи, армией численностью до 30 000 греков, куманов и турок (сведения явно преувеличенные). Согласно легенде, герцог на опасения своей свиты ответил: «Много людей, но мало мужей». В сражении византийское войско было разгромлено наголову. Благодарный Иоанн выдал свою дочь за Гильома де ла Рош, передав ему в качестве приданого несколько фессалийских городов.
Однако в 1278 году военное счастье изменило герцогу Жану. Он ввязался в войну, которую эвбейские бароны вели против византийцев. Византийцам очень помог переход на их сторону Ликарио, вичентийца родом, одного их деятельнейших и отважнейших представителей франкского рыцарства в Греции. Он полюбил сестру владетеля Эвбеи Гильермо II и та ответила ему взаимностью. Они тайно обвенчались, однако родня девушки сочла брак мезальянсом и сослала Ликарио в периферийный замок Анемопиле. Разгневанный этим Ликарио вступил в переписку с византийцами и сдал им замок, вызвав таким образом ожесточенную войну за Эвбею. Император в награду пожаловал ему остров в лен. Жан Афинский переправил своё войско на Эвбею и с остатками отрядов эвбейских баронов дал сражение под Варонде против греков и каталонского наемного войска. В бою он был ранен стрелой, войско его разбито, а сам герцог попал в плен. Отвезённый в Константинополь, он понравился императору Михаилу VIII, и тот удовольствовался выкупом в 30 000 золотых солиди и обещанием вечного мира. Жан де ля Рош умер вскоре после возвращения из плена, по-видимому, в 1279 году.
По смерти Гвидо II, последнего представителя афинской ветви рода де Ла Рош, титул перешёл к Готье де Бриенну, сыну тётки покойного герцога. Он стал последним герцогом Афин бургундской династии.

### Каталонское завоевание
15 марта 1311 года при Кефиссе армия герцога проиграла сражение наёмникам, известным в истории как Каталонская компания. По некоторым данным (скорее всего преувеличенным) из 700 рыцарей герцога в живых остались только двое — Рожер Делор и Бонифаций Веронский (один из самых выдающихся вассалов афинского герцога, после сражения каталонцы предлагали даже ему стать их начальником — из соображений рыцарской чести он отказался). Сам герцог погиб, а его голову каталонцы насадили на пику. После этой катастрофы каталонцы поделили между собой замки и поместья, а также, как пишут летописцы, «жён и дочерей рыцарей, убитых при Кефиссе». Причём некоторые получили жён такого высокого происхождения, что «едва ли достойны были подать им воду для умывания».
Вожди каталонцев, понимая, что без помощи какого-либо могущественного монарха им не удержать добычу в руках, признавали номинальными герцогами Афинскими членов сицилийской ветви Арагонского королевского дома.

### Правление Аччайоли
В 1387 году Афины захватил правитель Коринфа Нерио Аччайоли, выходец из флорентийского банкирского дома Акциайоли. Последние афинские герцоги признавали себя вассалами османского султана. О временах правления династии Аччайоли оставил свидетельство итальянский путешественник Никколо да Мартони.
В 1456 году в герцогство вторглась османская армия Омер-паши. Последний афинский герцог Франко два года оборонялся в цитадели Акрополя. Потеряв всякую надежду на помощь Европы, Франко в 1458 году сдал Акрополь туркам. Согласно договору он вместе с женой и свитой покинул Афины и переселился в Фивы, которые султан пожаловал ему в лен.
В 1460 году султан получил донос на Франко и приказал одному из своих военачальников — Заганос-паше — расправиться с ним. Заганос-паша пригласил Франко в палатку и до утра пировал с ним. Утром на выходе из шатра экс-герцога окружили телохранители Заганос-паши и убили.

## Структура герцогства

### Территориальные владения
Герцогство Афинское занимало относительно небольшую территорию. Помимо Аттики и Беотии, к владениям афинского герцога относилась часть Пелопоннеса (города Аргос, Навплий, Дамалу). Из-за этого он долгое время являлся вассалом князя Ахайи.

## Правители Афинского герцогства
| Годы правления | Имя                                                                                      |
| -------------- | ---------------------------------------------------------------------------------------- |
| 1204—1225      | Оттон де ла Рош                                                                          |
| 1225—1263      | Ги I                                                                                     |
| 1263—1280      | Жан I                                                                                    |
| 1280—1286      | Гильом I                                                                                 |
| 1287—1308      | Ги II                                                                                    |
| 1308—1311      | Готье I                                                                                  |
| 1311—1312      | Роже Десслор                                                                             |
| 1312—1317      | Манфред Сицилийский                                                                      |
| 1317—1338      | Гильом II совместно с графом Эно (Геннегау) до 1297 года, с Филиппом I Савойским с 1301) |
| 1338—1348      | Жан Рандаццо                                                                             |
| 1348—1355      | Фредерик Рандаццо                                                                        |
| 1355—1377      | Федериго III Сицилийский                                                                 |
| 1377—1381      | Мария Сицилийская                                                                        |
| 1381—1387      | Педро IV                                                                                 |
| 1387—1394      | Нерио I (владел Фивами с 1385 года)                                                      |
| 1394—1435      | Антонио I (владел Фивами с 1394 года)                                                    |
| 1435—1439      | Нерио II                                                                                 |
| 1439—1441      | Антонио II                                                                               |
| 1441—1451      | Нерио II (повторно)                                                                      |
| 1451—1454      | Франческо I                                                                              |
| 1454—1458      | Франческо II                                                                             |